# Colin Campbell (1. baron Clyde)

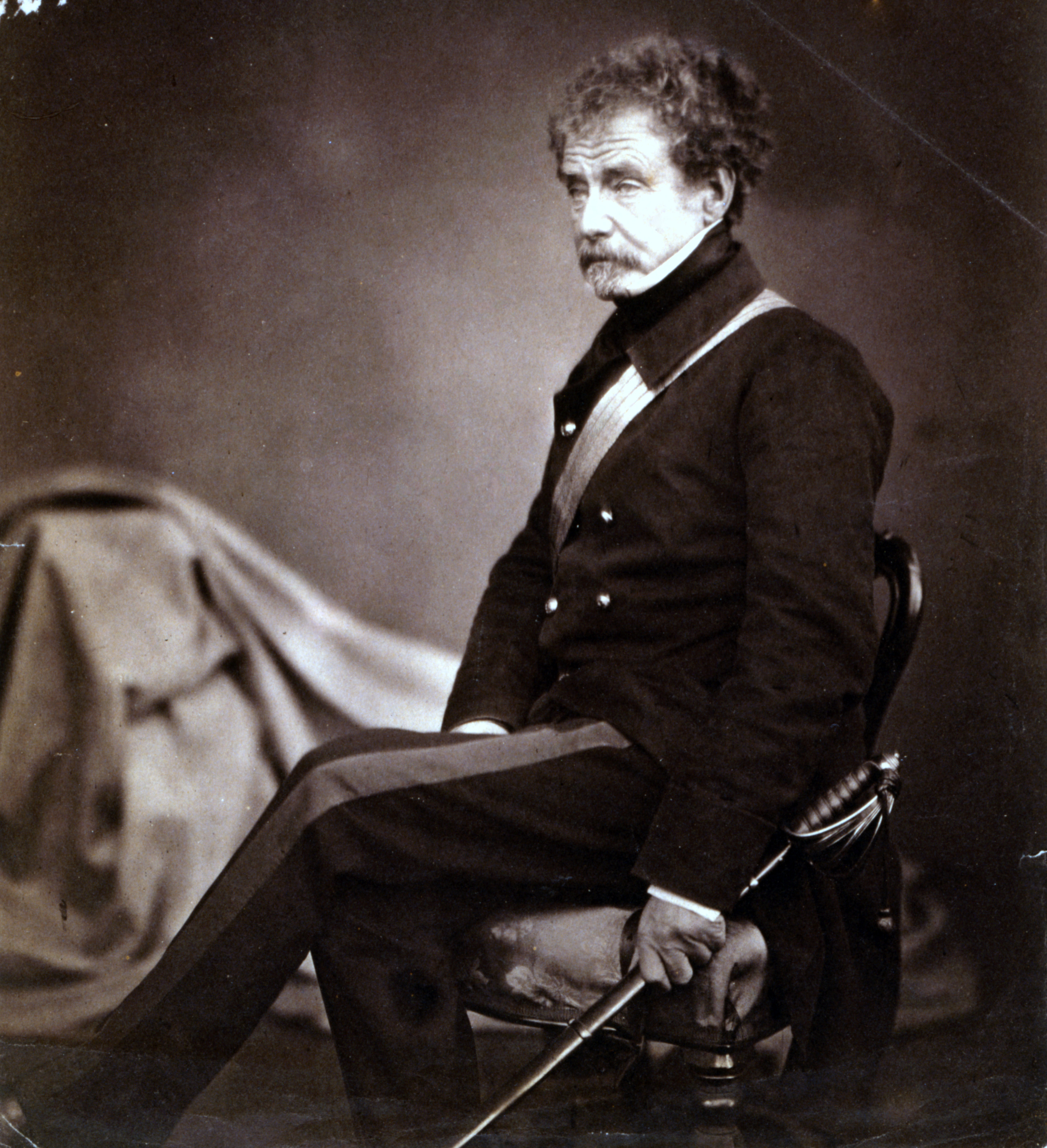
Colin Campbell

Colin Campbell, (ur. 20 października 1792 w Glasgow w Szkocji, zm. 24 sierpnia 1863) – kawaler Orderu Łaźni i Orderu Gwiazdy Indii, angielski marszałek polny.

## Młodość
Urodzony jako Colin Macliver lub M'Liver w rodzinie cieśli w Glasgow, uczył się w High School of Glasgow. Już jako piętnastolatek dokonywał inspekcji wojsk księcia Yorku w asyście swego wuja pułkownika Johna Campbella. Książę zwerbował Colina do wojska pod nazwiskiem jego wuja, który adoptował go za życia.

## W wojsku
W wieku 16 lat został wysłany za sprawą wuja do 9. Pułku Piechoty. Walczył pod Arthurem Wellesleyem w bitwie pod Vimeiro. Wziął również udział w odwrocie do sił angielskich do Corunny i bitwie pod La Coruną. Został ciężko ranny w czasie szturmu San Sebastian. Zraniono go ponownie pod Bidassoą, po kolejnym wypadku zmuszono go do powrotu do Wielkiej Brytanii. Tam też w nagrodę za swą odwagę został awansowany.

## Dowódca
W 1814 r. Campbell otrzymał dowództwo w czasie wojny ze Stanami Zjednoczonymi. Po zakończeniu wojny poświęcił się studiowaniu wojskowości. W 1823 r. zdusił powstanie niewolników w Demerarze. Dwa lata później kupił stopień majora. W 1832 został podpułkownikiem w 98. Pułku Piechoty, zasłużył się w nim w czasie I wojny opiumowej. W latach 1848–49 brał udział w I wojnie z Sikhami pod dowództwem lorda Gougha. W bitwie pod Chillianwala został ranny, a w czasie decydujących walk w Gudźaracie dzięki jego umiejętnościom taktycznym i męstwu Anglicy odnieśli zwycięstwo. W 1849 r. został odznaczony Orderem Łaźni za zasługi jakie odniósł w czasie wojny w Indiach.

## Wojna krymska
Sir Colin powrócił z Indii w 1853 r. i po wybuchu wojny krymskiej został mianowany dowódcą Brygady Górali Szkockich. Wraz z nią walczył w bitwie nad Almą. Podczas bitwy pod Bałakławą jego żołnierze powstrzymali rosyjską kawalerię tworząc tzw. słynną "cienką czerwoną linię".

## Późniejsze lata
Jego zdolności militarne zostały docenione i gdy wybuchło powstanie Sipajów lord Palmerston zaproponował mu dowództwo wojsk brytyjskich. Kiedy zapytano, kiedy będzie gotowy do wyjazdu, odparł, że w przeciągu doby i następnego ranka ruszył do Indii. W sierpniu 1857 r. dotarł do Kalkuty, gdzie spędził 2 miesiące na reorganizacji wojska. 17 października przebił się na czele wojska do obleganych Brytyjczyków w Lucknow, stwierdził, że pozycja jest nie do obronienia i nakazał się z niej wycofać. W marcu kolejnego roku ponownie zajął Lucknow po czym kontynuował działania wojenne aż do całkowitego wybicia powstańców. Za stłumienie rewolty otrzymał w 1858 r. tytuł barona Clyde. Po powrocie do ojczyzny uznanie dla jego zasług wyraziły obydwie izby Parlamentu i przyznały mu roczną pensję w kwocie 2000 funtów.
Sir Collin był podziwiany przez swoich podwładnych jako dzielny żołnierz i dowódca dbający o życie swoich ludzi. Nie wszyscy akceptowali jednak jego ostrożny styl prowadzenia walki i nazywali go "Czołgającym się wielbłądem" albo "Starym ślamazarzem". Campbell zmarł 24 sierpnia 1863 r. Został pochowany w Opactwie Westminsterskim. Na jego cześć nazwano miasto Clyde w Nowej Zelandii.